# Faksegade
Faksegade er en gade beliggende på Østerbro i København. Gaden løber i et let buet forløb mellem Nordre Frihavnsgade og Rosenvængets Allé, samt krydser Odensegade. Gaden er en af de ældre gader i bydelen, anlagt i slutningen af 1800-tallet.

## Baggrund og navngivning
Faksegade er formentlig den første gade i området, der blev opkaldt efter en dansk provinsby – i dette tilfælde Fakse på Sydsjælland. Gaden blev anlagt omkring 1880 af C. F. Garde, som ejede jorden i området og også ejede et stenværk i Fakse. Navngivningen af gaden inspirerede senere til, at flere andre gader i kvarteret fik navne efter danske byer.

## Gadeforløb og struktur
Faksegade har et buet forløb, hvilket sandsynligvis skyldes, at den er anlagt efter gamle ejendomsskel i området.

## Sidegade
Omkring år 1900 blev Fakse Tværgade anlagt som en lille, blind sidegade til Faksegade.